# Breitenfelde
Breitenfelde est une commune de l'arrondissement du duché de Lauenbourg, dans le Land du Schleswig-Holstein.

## Géographie
Breitenfelde est sur le canal Elbe-Lübeck.

## Histoire

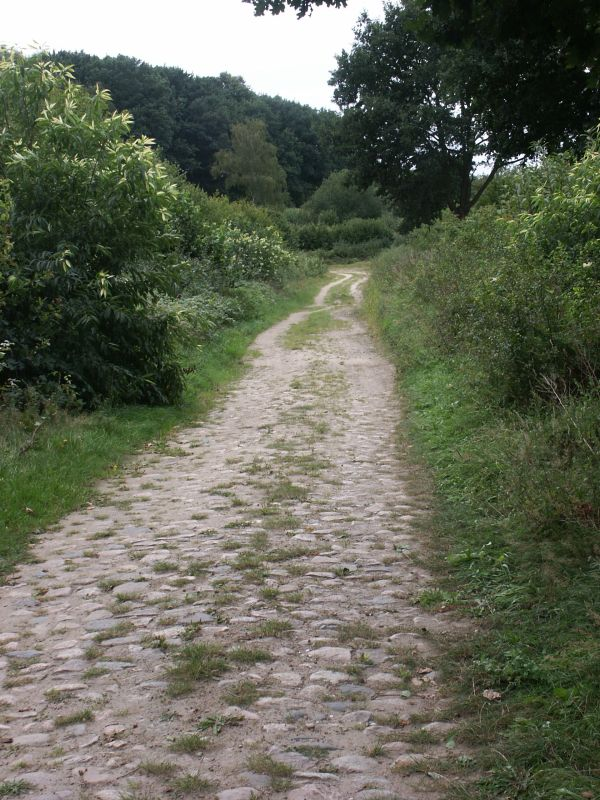
L'ancienne route du sel à Breitenfelde

La première mention écrite de Breitenfelde date de 1194. Breitenfelde se trouve sur l'ancienne route du sel entre Lunebourg et Lübeck. Durant le XVe siècle, la moitié du village appartient à la ville de Lübeck et l'autre à l'abbaye de Marienwohlde. En 1889, Breitenfelde intègre le duché de Lauenbourg.
De novembre 1944 à avril 1945, la commune accueille des prisonniers du camp de Neuengamme qui viennent faire du travail forcé pour une scierie de Mölln.

## Sites et attractions

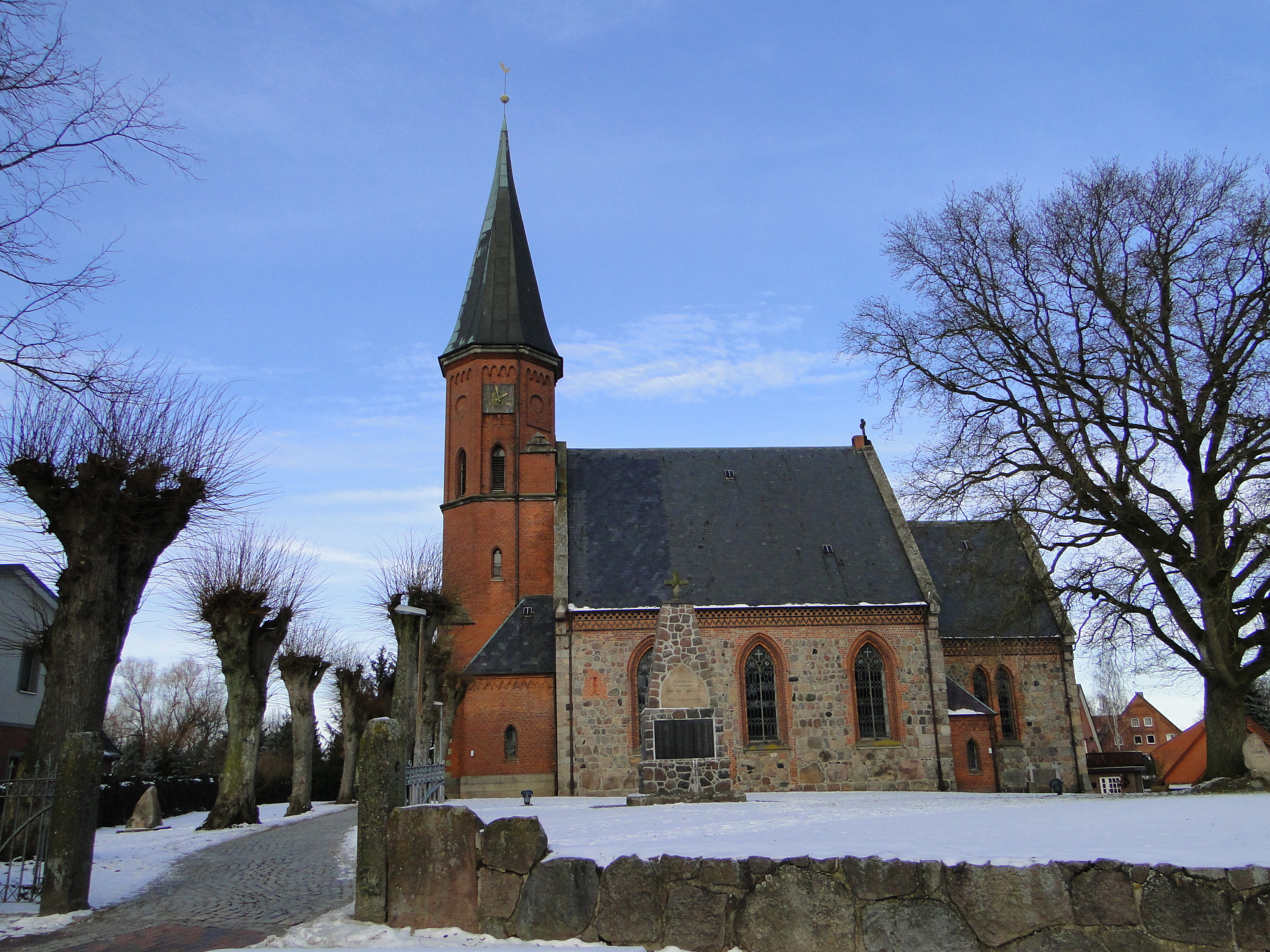
L'église de Breitenfelde

L'église de Breitenfelde est une église romane du XIIe siècle devenue gothique au XIIIe. La structure en trois parties est construit avec des briques. Le clocher néo-gothique date de 1866 ainsi que la sacristie.
Les peintures murales des voûtes gothiques sont précoces. Les vitraux ont été restaurés par Carl Julius Milde en 1867.